# Lubow Popowa
Lubow Siergiejewna Popowa (ros. Любо́вь Серге́евна Попо́ва; ur. 24 kwietnia 1889 w Iwanowskoje pod Moskwą, zm. 25 maja 1924 w Moskwie) – rosyjska malarka i projektantka, jedna z najważniejszych postaci rosyjskiej awangardy (kubizmu, suprematyzmu i konstruktywizmu).

## Życiorys
Popowa urodziła się w Iwanowskoje pod Moskwą, w bogatej rodzinie Siergieja Maksymowicza Popowa, kupca i entuzjastycznego mecenasa sztuki, oraz Lubow Wasijewny Zubowej. Popowa miała dwóch braci i siostrę: Siergiej był najstarszy, druga wiekiem była Lubow, potem Pawieł i Olga.
Do szesnastego roku życia mieszkała na Krymie, tam uczyła się w żeńskim gimnazjum w Jałcie; po rodzinnej przeprowadzce do Moskwy kontynuowała naukę w gimnazjum Arseniewa. W latach 1907–1908 pobierała prywatne lekcje najpierw u impresjonisty Stanisława Żukowskiego, a później u Konstantina Yuona i Iwana O. Dudina. W latach 1912–1913 szkoliła się w pracowniach kubistycznych malarzy Henri Le Fauconniera i Jeana Metzingera.

### Podróże
Popowa dużo podróżowała, by uczyć się różnych stylów malarstwa; najbardziej zainteresowały ją rosyjskie ikony i dzieła włoskich malarzy wczesnego renesansu. W latach 1909–1911 odwiedziła Kijów, Psków i Nowogród, aby zobaczyć ikony, a także wyjechała do Włoch, by zobaczyć sztukę wczesnego renesansu. W 1912 roku pracowała w Moskwie z Iwanem Aksenowem i Władimirem Tatlinem.
W latach 1912–1913 studiowała z Nadieżdą Udalcową w Paryżu u Henri Le Fauconniera i Jeana Metzingera; tam poznała Aleksandra Archipenkę i Ossipa Zadkina. Po powrocie do Rosji w tym samym roku pracowała z Tatlinem, Udalcową i braćmi Wesnin. W okresie rozwoju futuryzmu, w 1914 roku podróżowała po Francji i Włoszech.

### Śmierć
Popowa zmarła w 1924 roku na szkarlatynę, niedługo po śmierci syna, od którego zaraziła się chorobą. 21 grudnia tego roku otwarto obszerną wystawę retrospektywną w Instytucie Stroganowa w Moskwie; wystawa obejmowała siedemdziesiąt siedem obrazów, a także książki, plakaty, projekty tkanin i ryciny.

## Styl

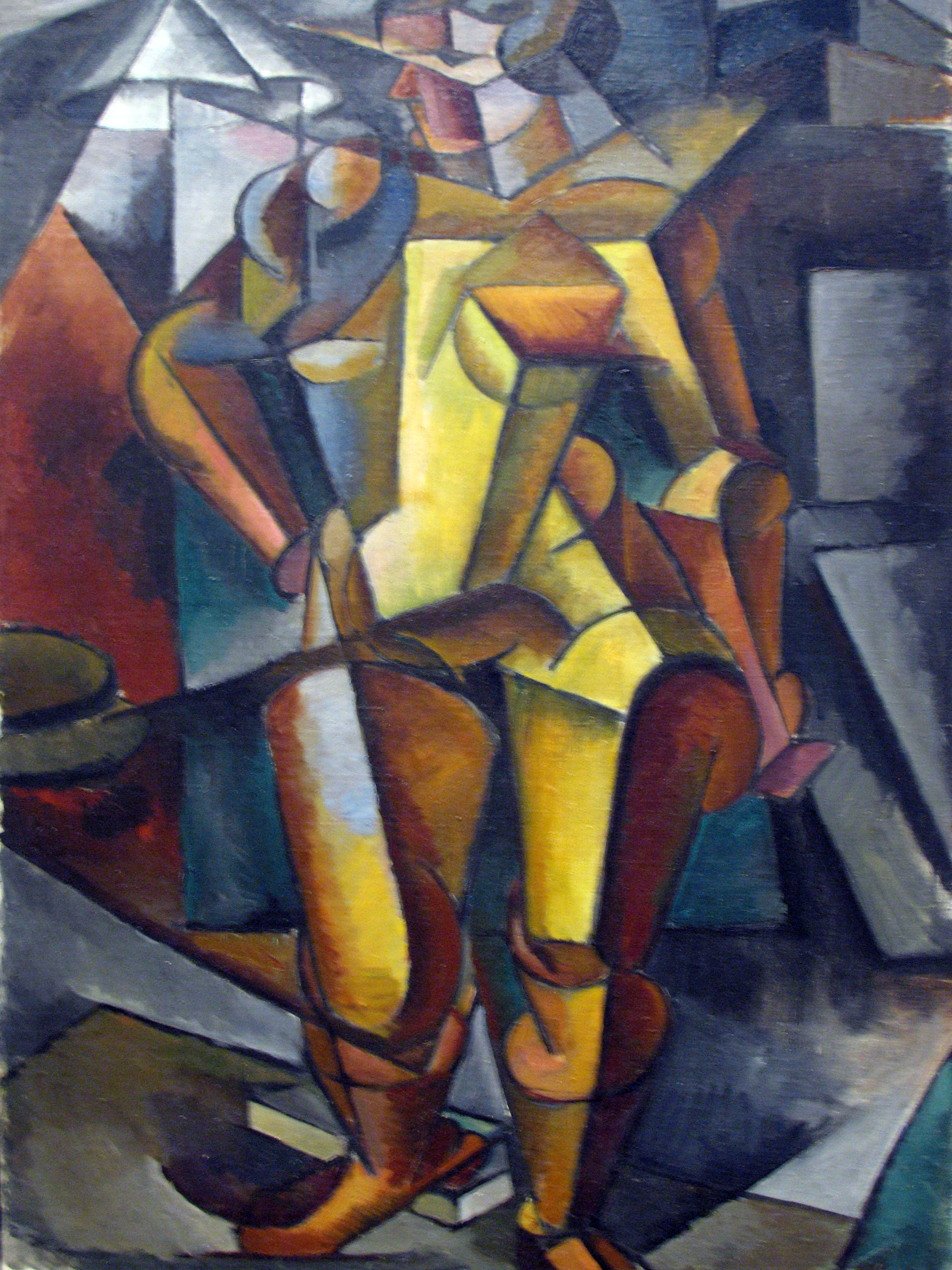
Model, 1913

### Kubofuturyzm
Popowa była jedną z pierwszych kobiet wśród kubofuturystów. Podczas nauki w Paryżu w 1913 przyswoiła podstawy francuskiego kubizmu, które zaczęła wykorzystywać w swojej twórczości. W porównaniu do prac Kazimierza Malewicza, w malarstwie Popowej tego okresu widać większy wpływ tradycji zachodnich.

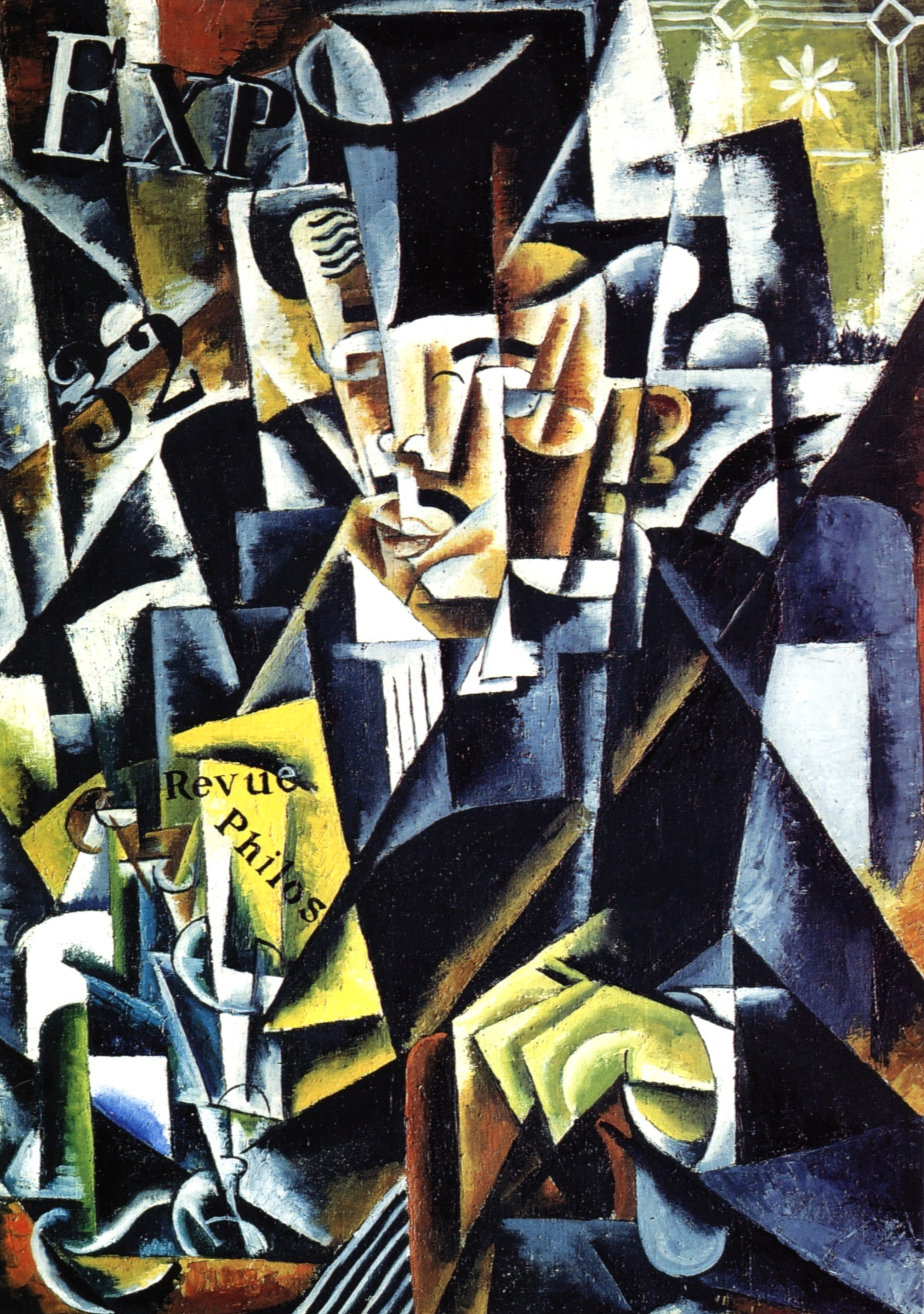
Portret filozofa (brat artystki, Pawieł Siergiejewicz Popow), 1915

W latach 1914–1915 jej moskiewski dom stał się miejscem spotkań artystów i pisarzy. W latach 1914–1916 Popowa wraz z innymi artystami awangardowymi (Aleksandrą Ekster, Nadieżdą Udalcową, Olgą Rozanową) uczestniczyła w dwóch wystawach Bubnowyj Walet: Tramwaj V w Petersburgu i magazyn w Moskwie. Analiza kubofuturystycznych prac Popowej sugeruje również pokrewieństwo z dziełami Fernanda Legera, którego geometria form cylindrycznych w serii obrazów z lat 1913–1914 jest podobna do tej w obrazach Popowej.

### Suprematyzm
Rok 1915 był dla Popowej rokiem poszukiwań własnego języka sztuki; zaczęła ewoluować w stronę syntezy stylów, którą wykorzystała później w serii malarska architektura. Suprematyzm Malewicza stał się dla Popowej katalizatorem zmiany własnego stylu. W 1916 roku dołączyła do grupy Supremus, do której należeli m.in. Kazimierz Malewicz, Aleksandra Ekster, Ivan Klun, Olga Rozanowa i Ivan Puni. W grupie powstał jednak konflikt pomiędzy tymi, którzy jak Malewicz widzieli sztukę jako duchowe poszukiwanie, a tymi, którzy skupili się na potrzebie tworzenia przez artystę nowego świata materialnego. W 1916 roku Popowa zaczęła malować całkowicie abstrakcyjne kompozycje suprematystyczne, ale tytuł Malarska architektura (który nadała wielu obrazom) sugeruje, że nawet jako przedstawicielka suprematyzmu, Popowa bardziej interesowała się malarstwem jako projekcją rzeczywistości materialnej niż jako osobisty wyraz rzeczywistości metafizycznej.
W 1918 roku Popowa wyszła za mąż za historyka sztuki Borisa von Edinga, urodziła syna i przez rok praktycznie nie malowała. Jej mąż zmarł w następnym roku na tyfus, a Popowa była także poważnie chora.

### Konstruktywizm
Już w 1917 roku, gdy tworzyła suprematystyczne prace, projektowała tkaniny, a także książki i plakaty Agitpropu. Na wystawie 5x5 w 1921 roku Popowa wraz z czwórką innych konstruktywistów zadeklarowała koniec malarstwa sztalugowego. Tego samego roku podpisała manifest artystyczny, który deklarował, że praca twórcza powinna służyć produkcji. Od tego czasu aż do śmierci poświęciła się sztuce użytkowej: projektowaniu tkanin, książek, sukienek, kostiumów scenicznych i porcelany. W 1922 roku przygotowała scenografię do produkcji teatralnej Wsiewołoda Meyerholda sztuki Fernanda Crommelyncka. Wykładała także na Wchutiemas: zajmowała się kolorem, drukiem i scenografią.

## Wybrane wystawy

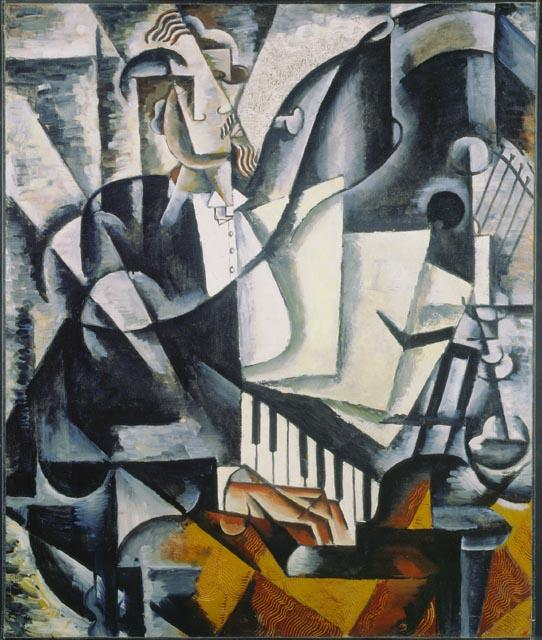
Pianista, 106,5 × 88,7 cm, National Gallery of Canada

### Na świecie
- 1914: wystawa Bubnowyj Walet (Walet Karowy), Moskwa[1]
- 1916: magazyn, Moskwa[1]
- 1921: 5x5=25, Moskwa[4]
- 1991: Liubov Popova, Museum of Modern Art, Nowy Jork[10]
- 2009: Rodchenko & Popova. Defining Constructivism, Tate Modern, Londyn[11]
- 2016: A Revolutionary Impulse: The Rise of the Russian Avant-Garde, Museum of Modern Art, Nowy Jork[2]

### W Polsce
- 2017: Superorganizm. Awangarda i doświadczenie przyrody, Muzeum Sztuki w Łodzi[12]
- 2017: Potęga awangardy, Muzeum Narodowe w Krakowie[13]

## Galeria

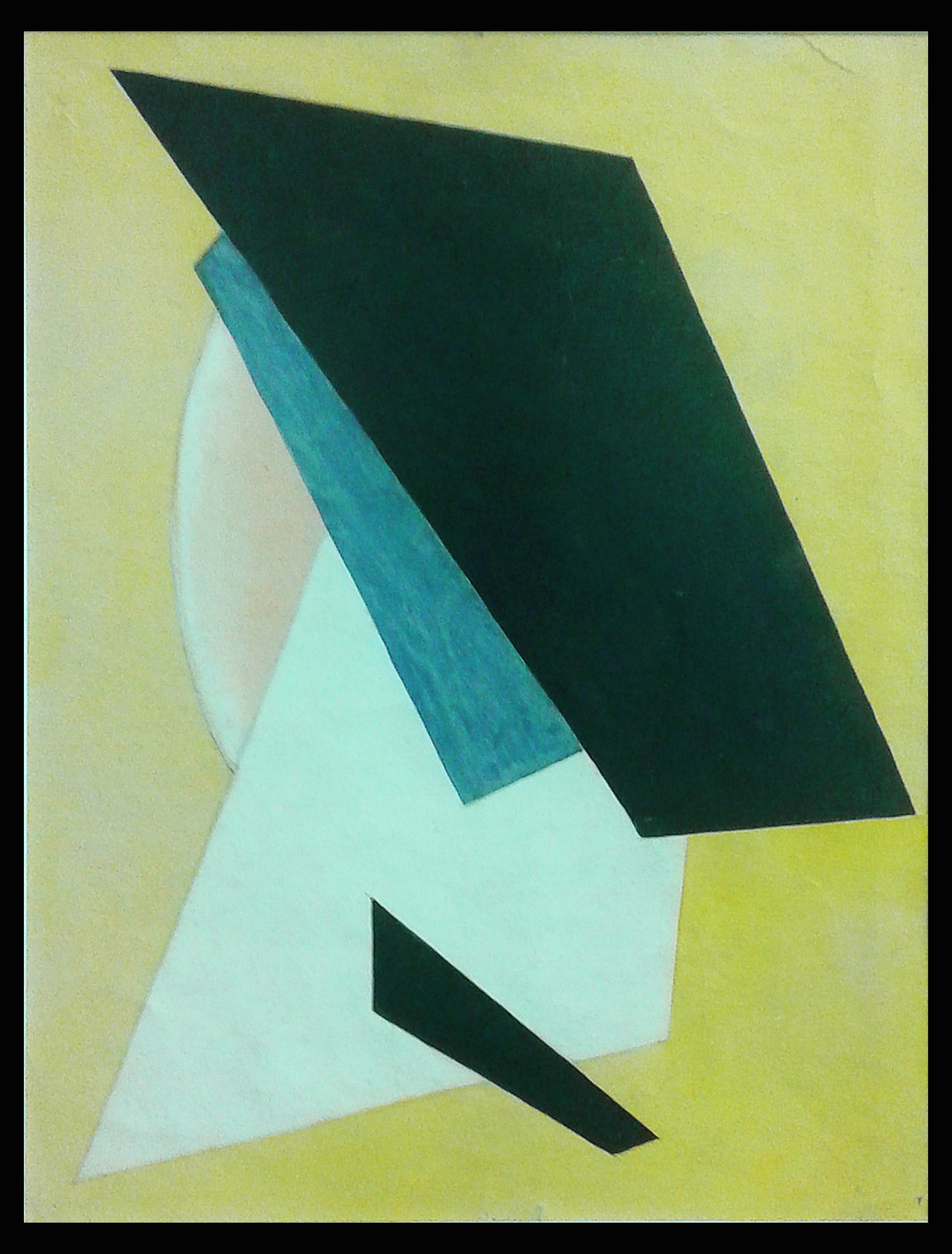
Lubow Popowa, Kompozycja, 1910
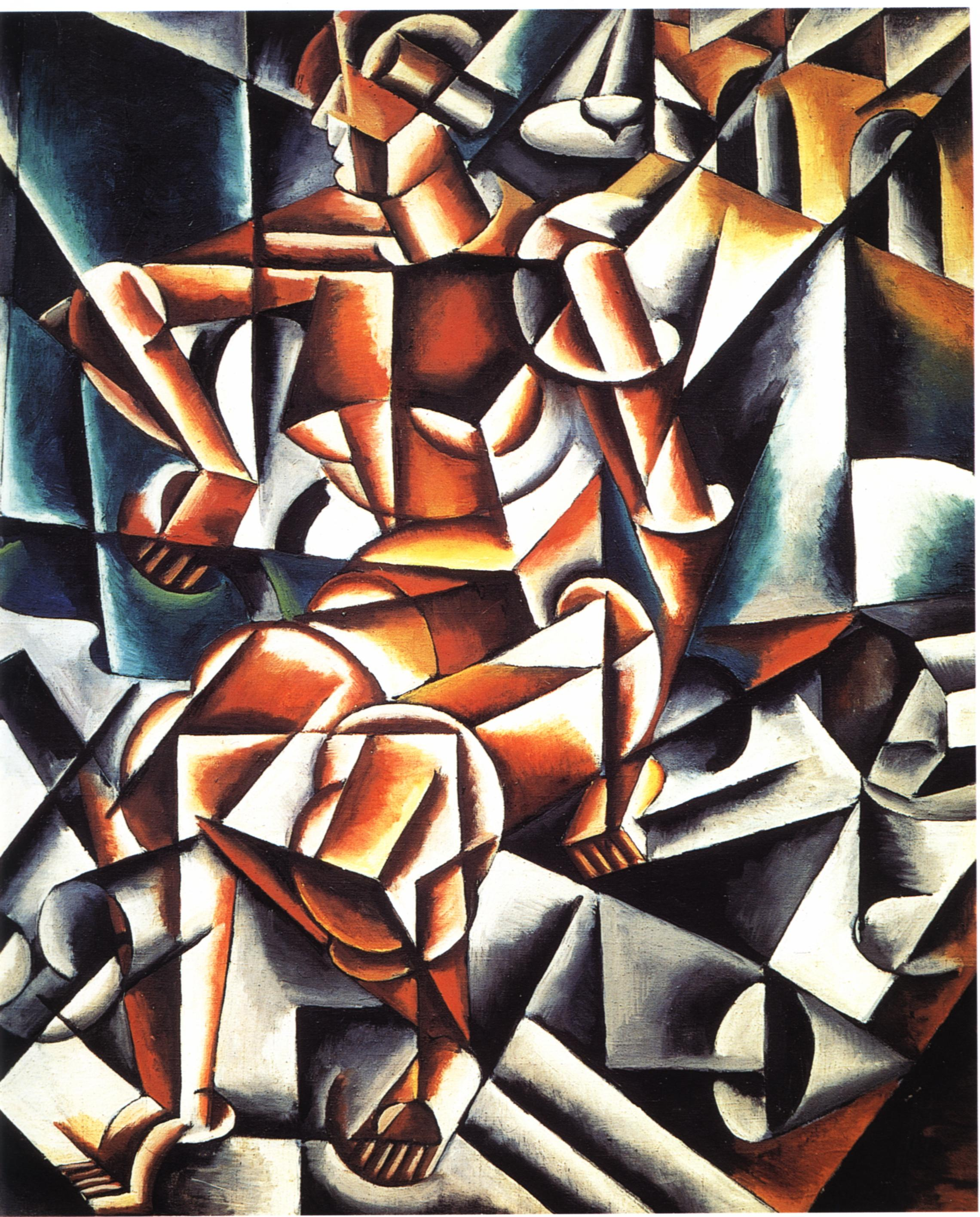
Lubow Popowa, Powietrze + człowiek + przestrzeń, 1912, Olej na płótnie, 125 × 107 cm, Państwowe Muzeum Rosyjskie w Petersburgu
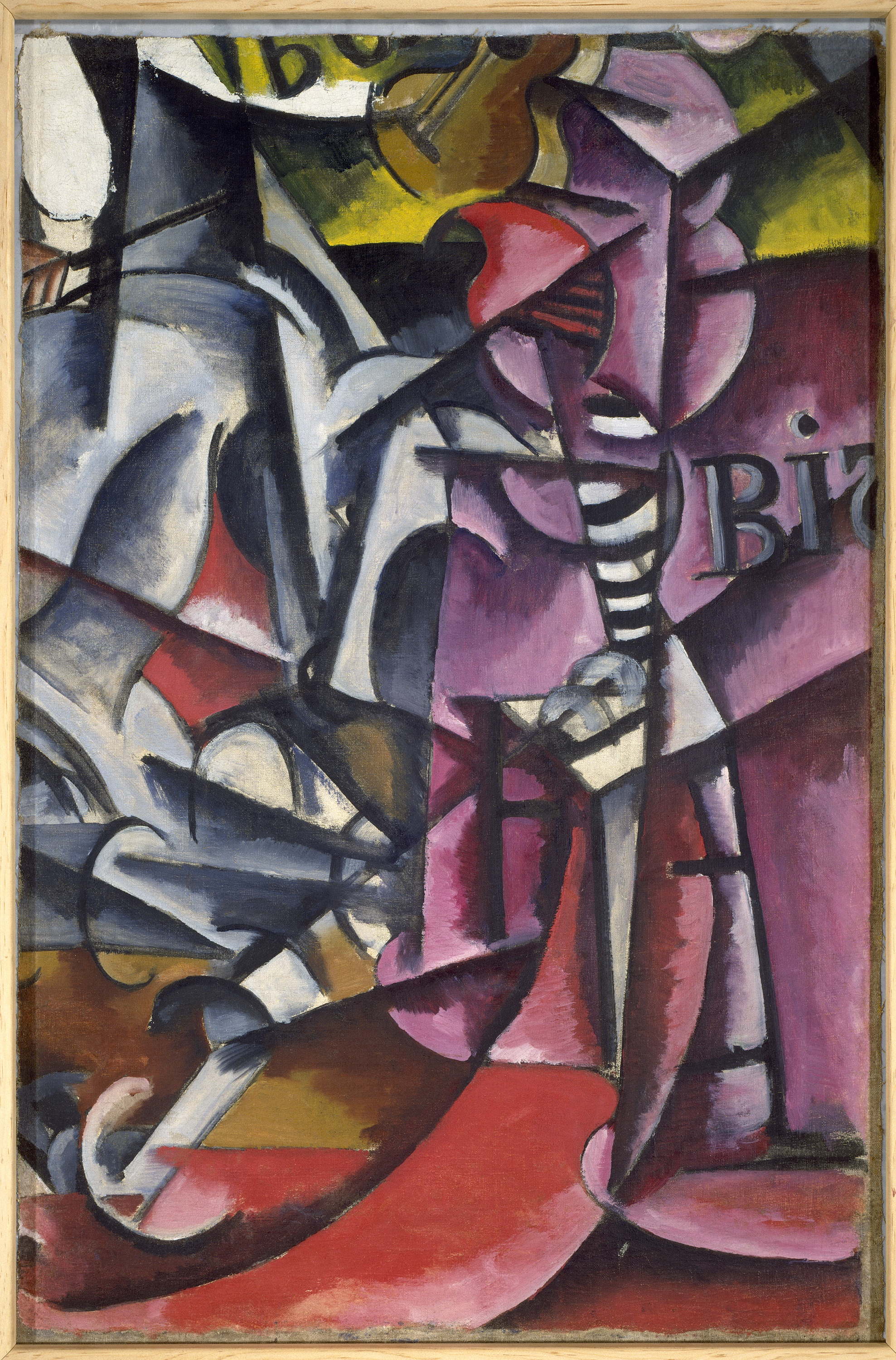
Lubow Popowa, Bez tytułu, 1915, Olej na płótnie, 106,4 × 71,1 cm, Muzeum Guggenheima w Nowym Jorku
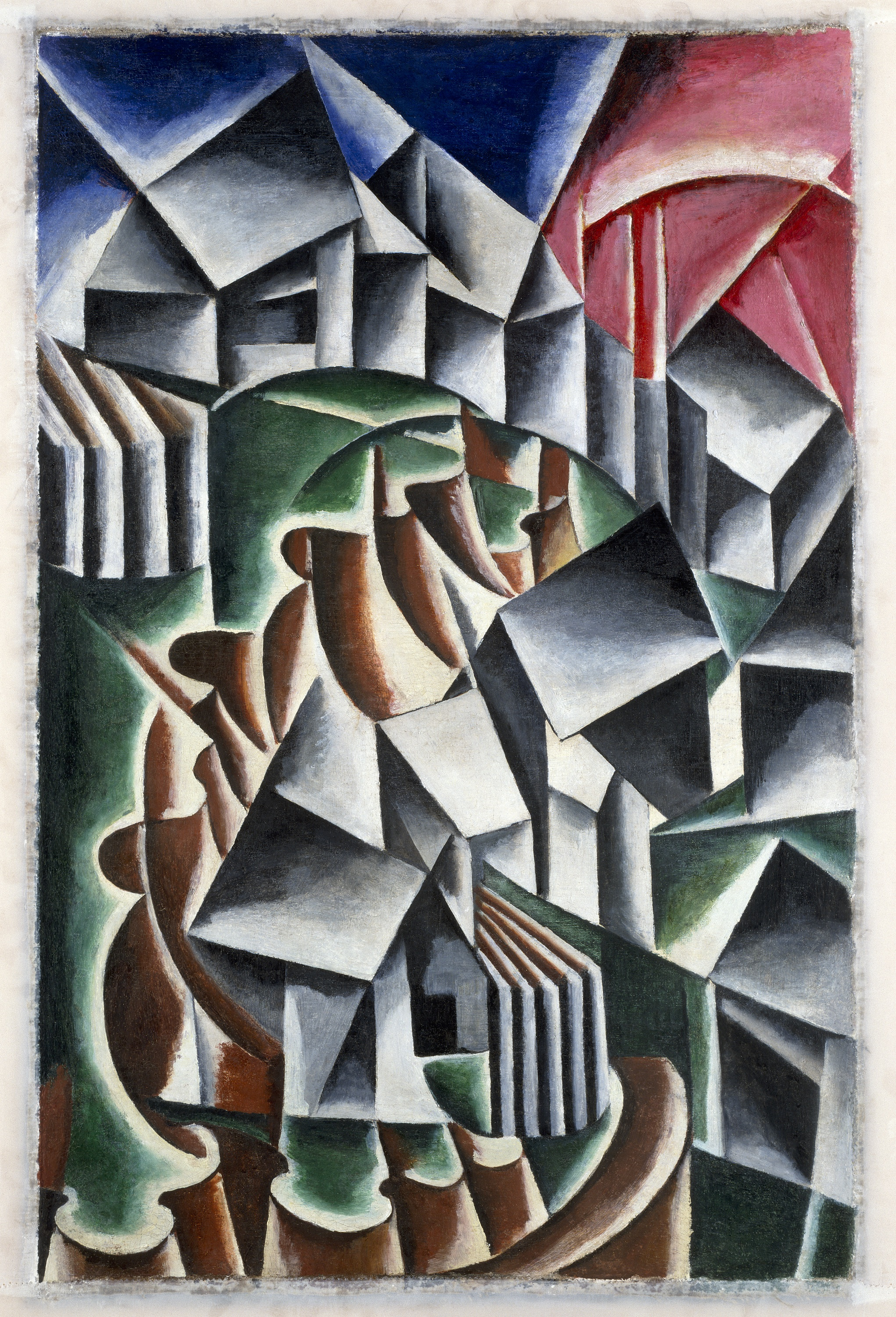
Lubow Popowa, Birsk, 1916, Olej na płótnie, 106 × 69,5 cm, Muzeum Guggenheima w Nowym Jorku
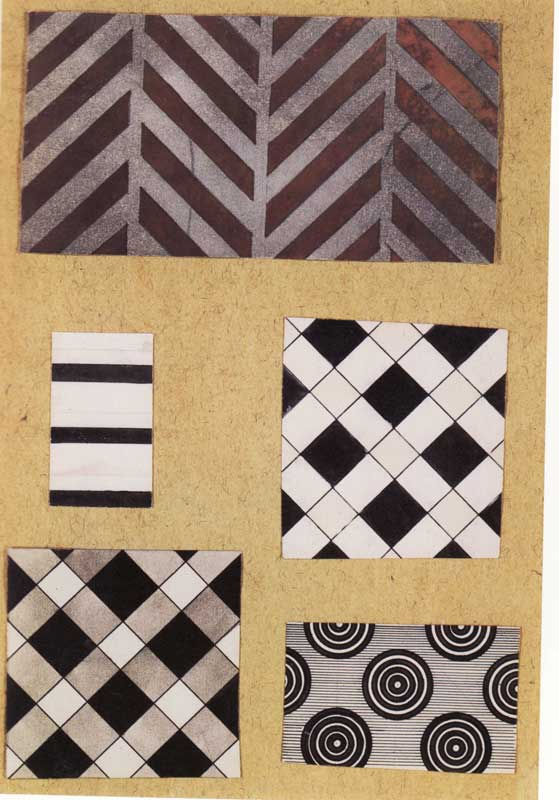
Lubow Popowa, projekty tkanin